# 686
| [ Edytuj tabelę ]          |                                      |
| Cesarz Bizancjum           | - 685 Justynian II Rhinotmetos 695   |
| Chan Bułgarii              | - 681 Asparuch 701                   |
| Cesarz Chin                | - 684 Tang Ruizong 690               |
| Król Essexu                | - 664 Sebbi 694                      |
| Król Franków               | - 679 Teuderyk III 691               |
| Cesarz Japonii             | - 673 Tenmu 686 - 686 Jitō 697       |
| Kalif                      | - 685 Abd al-Malik 705               |
| Patriarcha Konstantynopola | - 686 Teodor I 687 - 679 Jerzy I 686 |
| Król Longobardów           | - 671 Perktarit 688                  |
| Król Mercji                | - 675 Ethelred I 704                 |
| Król Nortumbrii            | - 685 Aldfrith 704                   |
| Papież                     | - 685 Jan V 686 - 686 Konon 687      |
| Król Wizygotów             | - 680 Erwig 687                      |

Rok 686 / DCLXXXVI
stulecia: VI wiek ~
VII wiek ~
VIII wiek

lata: 676 «
681 «
682 «
683 «
684 «
685 «
686
» 687
» 688
» 689
» 690
» 691
» 696

## Wydarzenia
- 21 października – Konon został papieżem.
- Jitō zasiadła na tronie cesarskim Japonii.

## Zmarli
- 2 sierpnia – Jan V, papież.
- 24 sierpnia – Audoen z Rouen, biskup.
- Atanazy II, syryjsko-prawosławny patriarcha Antiochii.
- Tenmu, cesarz Japonii.
- Wŏnhyo, koreański mnich buddyjski (ur. 617).